# Mumbai City (huyện)
Huyện Mumbai City là một huyện thuộc bang Maharashtra, Ấn Độ. Thủ phủ huyện Mumbai City đóng ở Mumbai City. Huyện Mumbai City có diện tích 69 ki lô mét vuông. Đến thời điểm năm 2001, huyện Mumbai City có dân số 3326837 người.